# 猪毛菜内丝白粉菌
猪毛菜内丝白粉菌（学名：Leveillula saxaouli）是属于白粉菌目白粉菌科内丝白粉菌属的一种真菌，寄生在梭梭属植物上。该种分布于中国、俄罗斯。